# 周曼華
周曼華 (Zhou Man Hua，1922年—2013年)，原名：周桂英，籍貫：上海市，浦東人，活躍於20世紀30年代末期至60年代中期的香港、臺灣及上海的電影女星。周曼華參加黎錦暉先生的「明月歌舞團」客串表演，1937年時，15歲的她進了張石川先生的「明星影片公司」客串演出電影《夜會》；第二齣電影是張石川導演的《女權》，又和陸露明合演電影《母親的秘密》。第二次世界大戰時，她加入「影人劇團」和白楊等明星隨處巡迴表演，回上海後加入「國華影片公司」與周璇合演《新地獄》，1948年參演「國泰公司」的《仇深似海》及「大同公司」的《自由天地》。1949年移居香港參演《女人與老虎》、《婦人心》，「邵氏父子公司」的《閨房樂》，「藝華公司」的《新娘萬歲》，「大華公司」的 《喜相逢》，「光華公司」的《女人世界》及「南洋公司」的《鳳還巢》等150多齣電影，周曼華告別影壇的電影是臺灣「國聯公司」，李翰祥導演的《狀元及第》(1964年)。

## 感情生活
- 1943年，周曼華與已有妻室的「棉紗大王」吳國璋在上海認識，他們在1944年12月18日(星期一)於上海「麗都花園」擺「婚宴」，吳國璋為免原配妻子前來搗亂，派出多名大漢在門外把風，參加的賓客有李麗華、童月娟、吳文超等人。1961年9月20日(星期三)，周曼華向臺灣臺北地方法院發出到訴狀，謂因自己當年年少無知，被誘姦後被逼同居，要求判決婚姻關係無效[2]。兩人育有一位女兒吳小華，最終周曼華付出新臺幣15萬元給吳國璋作瞻養費了案[3]。1961年12月5日(星期二)晚上7時30分自臺北飛返香港[4]。

- 周曼華在1953年首次到臺灣後，駕駛兵劉峻山即向她大獻殷勤，常送鮮花或水果，甚至用金戒指求婚[5]。

- 周曼華在1962年6月11日(星期日)住在九龍尖沙嘴加連威老道39號，凌晨2時接到住在九龍尖沙嘴柯士甸道6號A座地下的歐陽莎菲(錢舜英)的電話，她表示丈夫導演洪叔雲在5月27日(星期日)離家出走，遺下自己及六歲的兒子，聲音哽咽及說了許多消極的說話，就掛線。周曼華感到不安到訪歐陽莎菲，果然發現歐陽莎菲服用一瓶安眠藥昏迷床上，送院急救脫險[6]。

- 香港電影圈人士在1962年6月3日(星期六)於「香檳酒樓」預設喜宴，祝賀周曼華出嫁臺灣[7]，周曼華在1962年6月14日(星期四) 擁帶35件行李，搭乘『四川號』輪船到基隆市基隆港，準備嫁與臺北影片發行商人張九蔭(張紹賢)作繼室，張九蔭先生的原配妻子在1953年逝世，遺有一批已在大學及中學唸書的兒女[8][9]。1962年7月28日(星期六)結婚[10]。

#### 電影
| 年代   | 片名       | 角色   | 主演 |
| 1956年 | 《關山行》 | 任太太 | 乘客 |

## 外部連結
- 香港電影資料館有關周曼華參演電影的記錄[永久]
- 香港影庫：周曼華（页面存档备份，存于）
- 周曼華演唱國語時代曲《好事近》的片斷 （页面存档备份，存于）